# Schönbach (Herborn)
Schönbach is een plaats in de Duitse gemeente Herborn, deelstaat Hessen, en telt 1586 inwoners (2008).